# Антуан де Сент-Екзюпері
Антуа́н де Сент-Екзюпері́ (фр. Antoine Marie Roger de Saint-Exupéry, серед друзів відомий як Сент-Екзюпері; 29 червня 1900, Ліон — 31 липня 1944, Тірренське море) — французький письменник і авіатор, граф. Автор твору «Маленький принц».

## Біографія
Народився у старовинній прованській аристократичній родині. Батько помер, коли Антуану було 4 роки, і вихованням 5 дітей займалася мати, графиня Марі де Сент-Екзюпері.
У 1917 році після навчання в колежах єзуїтів здобув атестат про середню освіту. Його рідні готували йому блискуче майбутнє, але доля хлопчика визначилася, коли в місті Амберьє 12-річного Антуана взяв із собою в демонстраційний політ льотчик Жюль Ведрін. В ті роки, на світанку ери повітроплавання, професія льотчика була рідкісною та романтичною. Вона цілком відповідала характеру й прагненням юнака, закоханого в небо.
Під час військової служби у 1921 році опановує фах пілота, а з 1926 року працює пілотом поштових літаків, які доставляють пошту з Тулузи до Сенегалу та до Буенос-Айреса.
Досвід пілота надихає його на літературну творчість: у 1929 році виходить його перша книжка «Південний поштовий»; повість "Нічний політ" відзначена у 1931 році премією "Феміна", а твір "Планета людей" (1939 р.) - Гран-прі за роман Французької академії.
З початком Другої світової війни повернувся до французької військової авіації, а після капітуляції Франції, наприкінці 1940 року, емігрував до США.
У Нью-Йорку 1943 року вийшов друком «Маленький принц». Сент-Екзюпері власноруч ілюстрував його акварелями. 

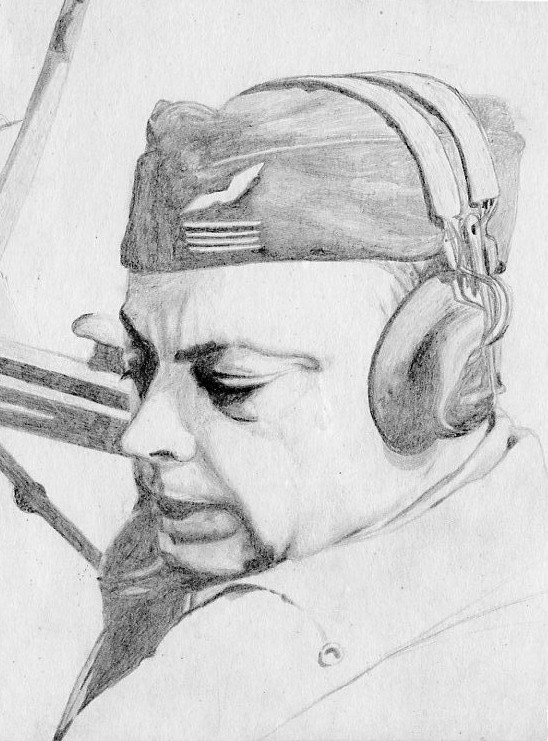
Сент-Екзюпері в кабіні свого останнього літака

Із 1943 року служив військовим льотчиком у французькій армії у Північній Африці. Нагороджений Воєнним хрестом Французької Республіки.

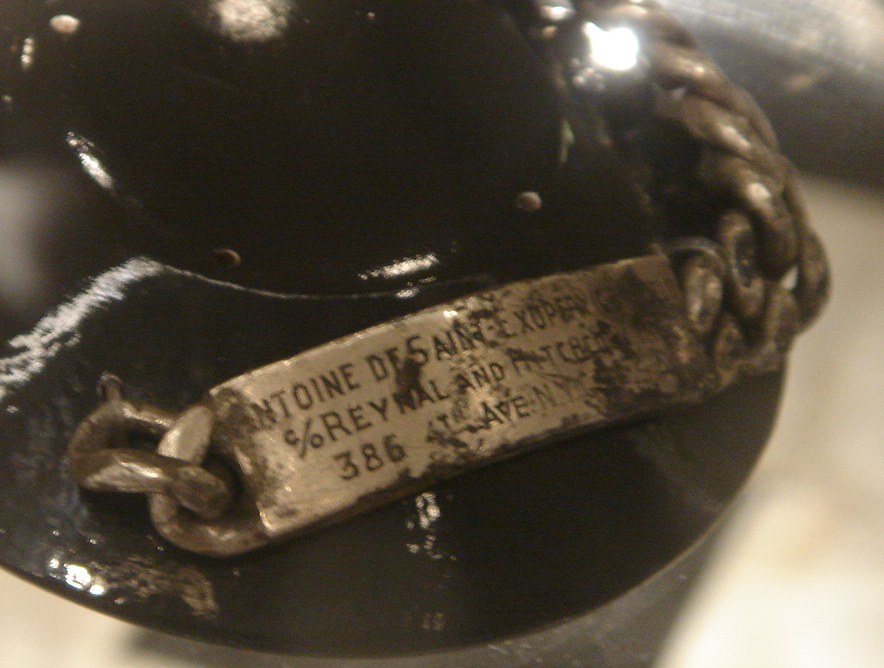
Браслет Сент-Екзюпері, знайдений у морі біля Марселя

Друзі Антуана згадували, що в останній рік життя письменник чимало ризикував своїм життям. Перед своїм останнім польотом залишив записку: «Якщо мене зіб'ють, я абсолютно ні про що не жалкую…». Через свій вік та поранення, мав певні вади здоров'я та обмеженість рухів.
31 липня 1944 року вирушив у бойовий виліт, з якого не повернувся. До кінця XX століття Екзюпері вважали зниклим безвісти, однак 1998 року з'явилося підтвердження його смерті: у сіті рибалки Жана-Клода Б'янко потрапив браслет Антуана, який став ключем до підтвердження його смерті. У травні 2000 року дайвер Люк Ванрел знайшов рештки літака Антуана Lockheed P-38 Lightning на глибині 70 метрів. Зараз ці уламки зберігаються у музеї авіації та космонавтики в паризькому передмісті Ле Бурже.

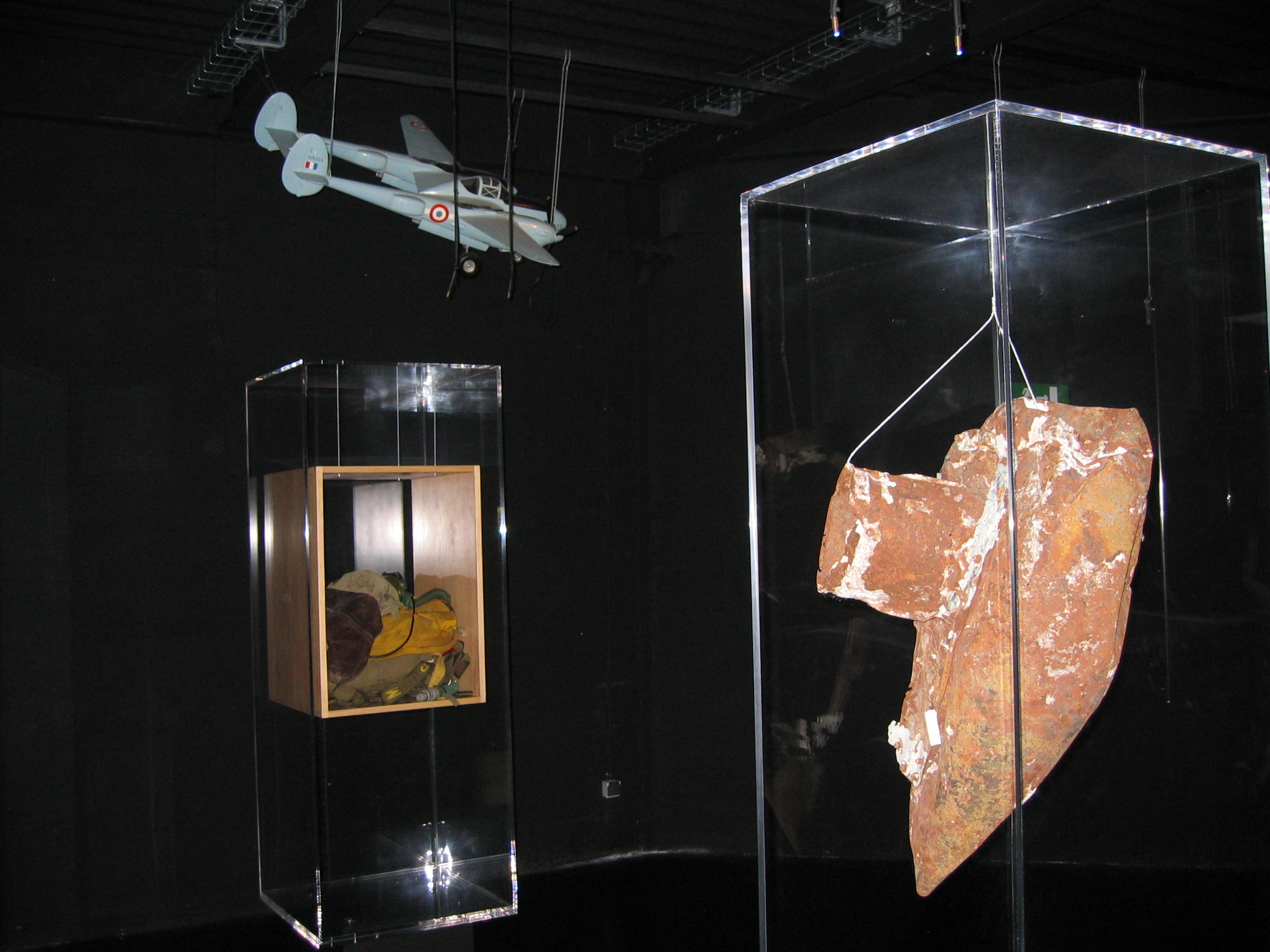
На зображені є частина залишків Lockheed P-38 Lightning, яким літав Сент-Екзюпері, коли зник над Середземним морем, і які були знайдені та ідентифіковані в 2004 році. Модель його P-38 підвішена, вгорі, зліва.

1945 року «Маленького принца» надрукували у Франції. У розпорядженні французького видавця не було малюнків Сент-Екзюпері, тому їх копіювали з американського видання і, як з'ясувалося значно згодом, іноді зі значними помилками. Французька публікація 1945 року стала джерелом усіх наступних. Деякі помилки вкралися і в текст.
1948 — опубліковано незакінчену повість «Цитадель».

## Смерть
Існує кілька версій смерті Антуа́на де Сент-Екзюпері́ в авіакатастрофі 31 липня 1944 р.:
- технічна несправність літака Lockheed P-38 Lightning;
- самогубство через депресію;
- збиття його літака німецьким винищувачем[11].

Коли у 2004 році залишки літака нарешті змогли підняти на поверхню, на них не знайшли слідів обстрілу. Виявилось, що літак увійшов у воду на великій швидкості, що висунуло на перший план версію самогубства письменника.

## Консуело де Сент-Екзюпері (дружина)

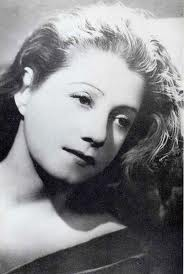
Консуело де Сент-Екзюпері Consuelo de Saint Exupéry. (дружина письменника)

Зі своєю красунею-дружиною Екзюпері зустрівся 1930 року, під час праці в Буенос-Айресі. Консуело Гомес Карільйо,  устигла вже двічі побувати у шлюбі. Її другий чоловік, гватемальський дипломат і письменник Енріко Гомес Карільйо помер від інсульту.
29-річна багата вдова чудово розумілася на живописі, непогано ліпила, дружила зі Сальвадором Далі та Максом Ернстом. Була відома своєю ексцентричністю: на світський прийом графиня де Сент-Екзюпері могла прийти у лижному костюмі та гірських черевиках. Обоє були відомі емоційною нестабільністю, безрозсудними вчинками, які затьмарювали їхній шлюб і є предметом вивчення психоневрологів.
Вона внесла в життя Антуана поезію, фантазію, легкість, матеріальні статки. Троянда з «Маленького принца» була списана саме з Консуело.
Роман «Нічний політ», розпочатий у період їхніх палких стосунків, було написано фактично завдяки твердій стійкості Консуело: Сент-Екзюпері одержував доступ до спальні лише тоді, коли в щілину під дверима просовував чергові 5-6 списаних аркушів рукопису.
У розлуках Сент-Екзюпері дуже сумував за Консуело. За два дні до того, як вирушити на війну, він заздалегідь написав розгорнуте любовне послання дружині: «Виткай для мене плащ із твого кохання, Консуело, і жодна куля не зачепить мене!».
Тим не менш Сент-Екзюпері залишив  права на свою літературну спадщину коханці Неллі де Воге, яка опублікувала першу біографію письменника під псевдонімом П’єр Шевріє. Ображена Консуело так і не змогла добитися справедливості. Найзнаменитіший твір "Маленький принц" створювався на квартирі Сильвії Гамільтон, якій письменник подарував рукопис книги.
Згідно з мемуарами Консуело, які були закінчені 1947, але видані лише у 2000 році під назвою "Мемуари Троянди",  Екзюпері був жорстоким, недбалим, жадібним, егоцентричним і марнотратним, хоча і сама дружина письменника відрізнялася хворобливою поведінкою, істеричністю і проходила лікування в психіатричній клініці. Прихильники Сент-Екзюпері стверджують, що мемуари є підробкою.
Незважаючи на проблеми в шлюбі, основною його силою було кохання. В одному з останніх листів Екзюпері написав:
|  | Консуело, щиро дякую тобі за те, що ти моя дружина. Якщо я буду поранений, у мене є той, хто подбає про мене. Якщо мене вб’ють, я матиму того, кого хочу чекати вічність |

## Політичні погляди
На початку війни був прихильником режиму Віші і палко ненавидів генерала де Голля, якого навіть називав "новим Гітлером". Де Голль був настільки ображений, що заборонив твори Екзюпері, як до того це зробили і нацисти

## Галерея

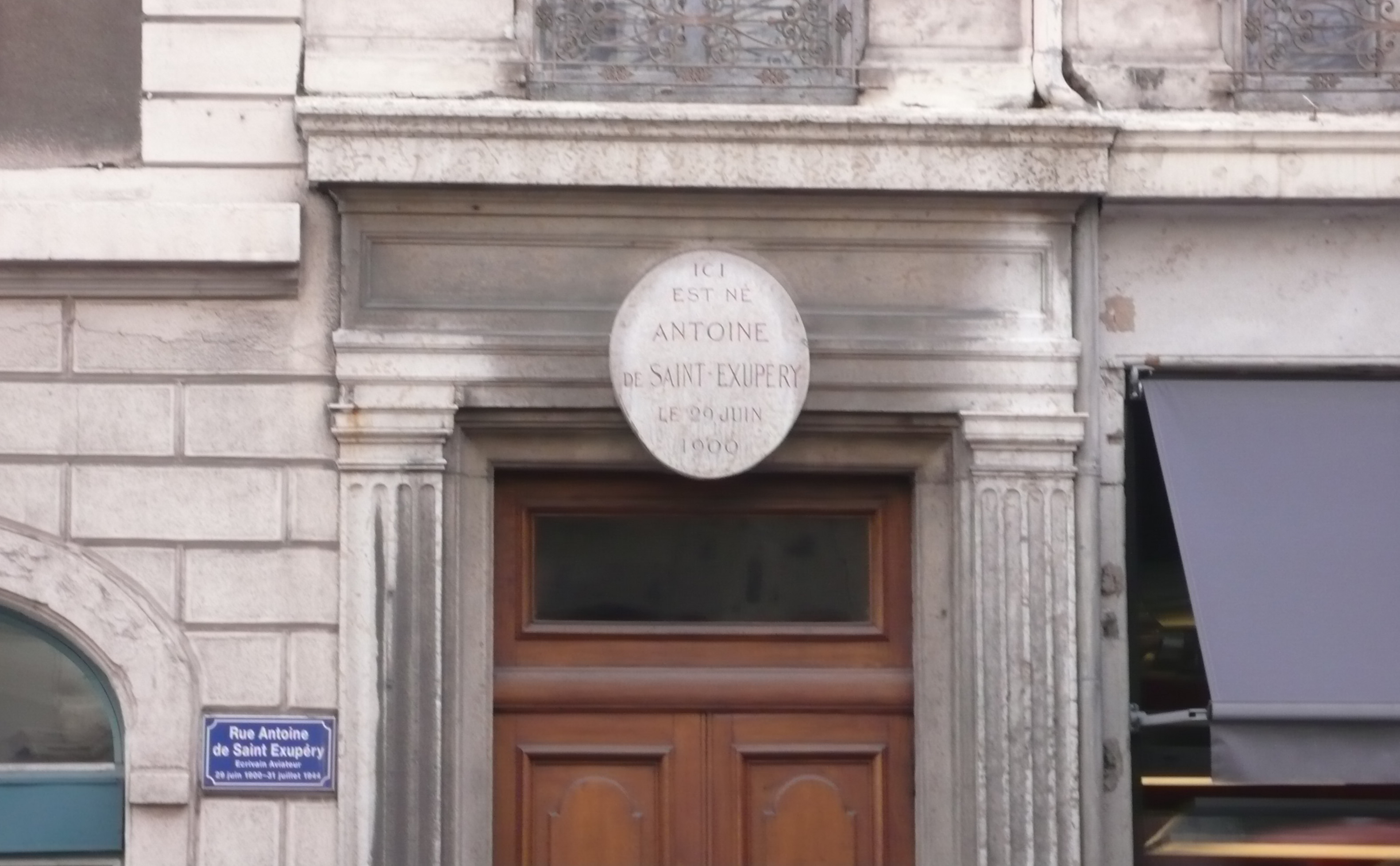
Місце народження Антуана де Сент-Екзюпері в Ліоні на вулиці, яка тепер носить його ім'я
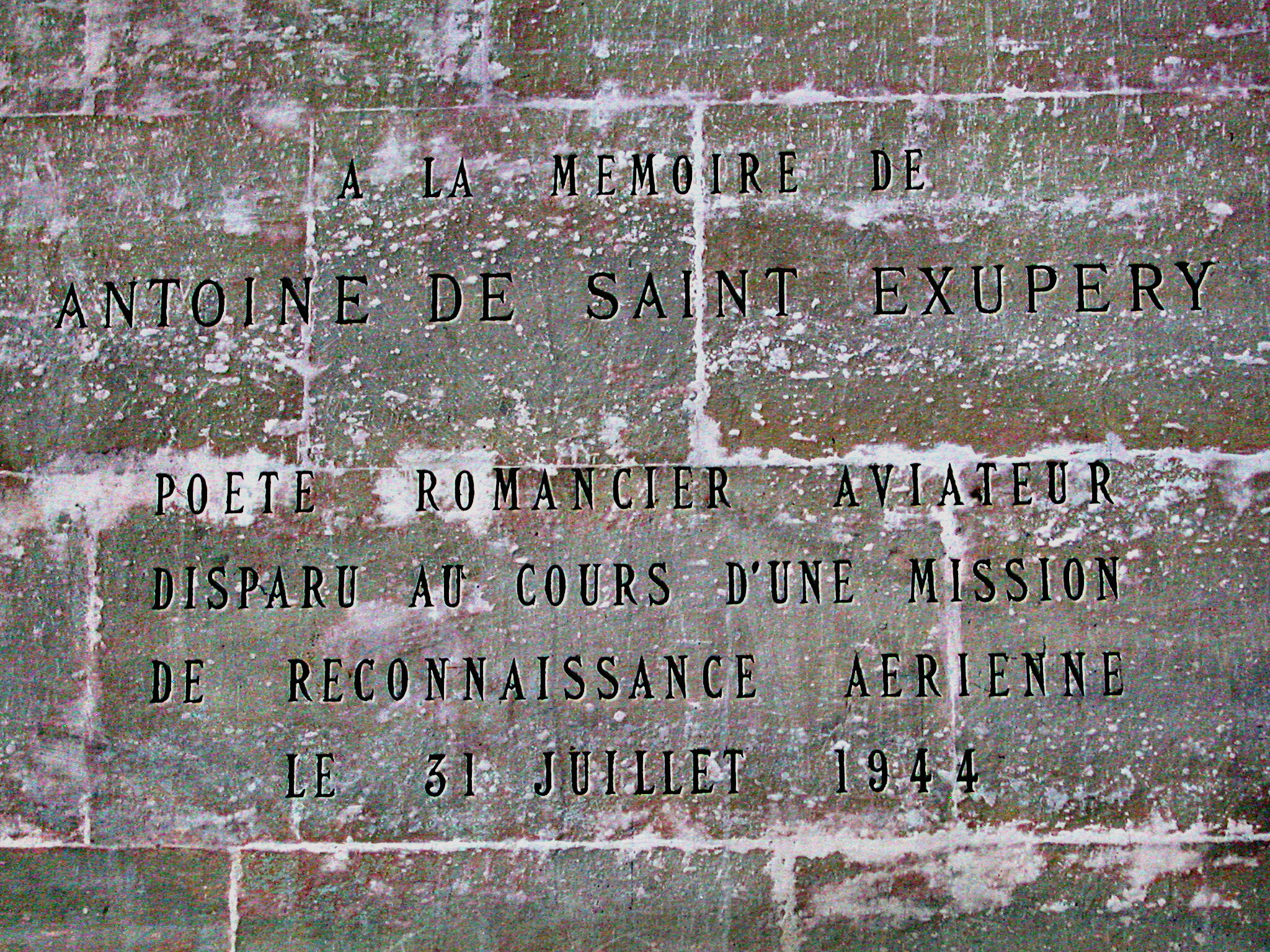
Пам'ятний напис в Пантеоні в Парижі.
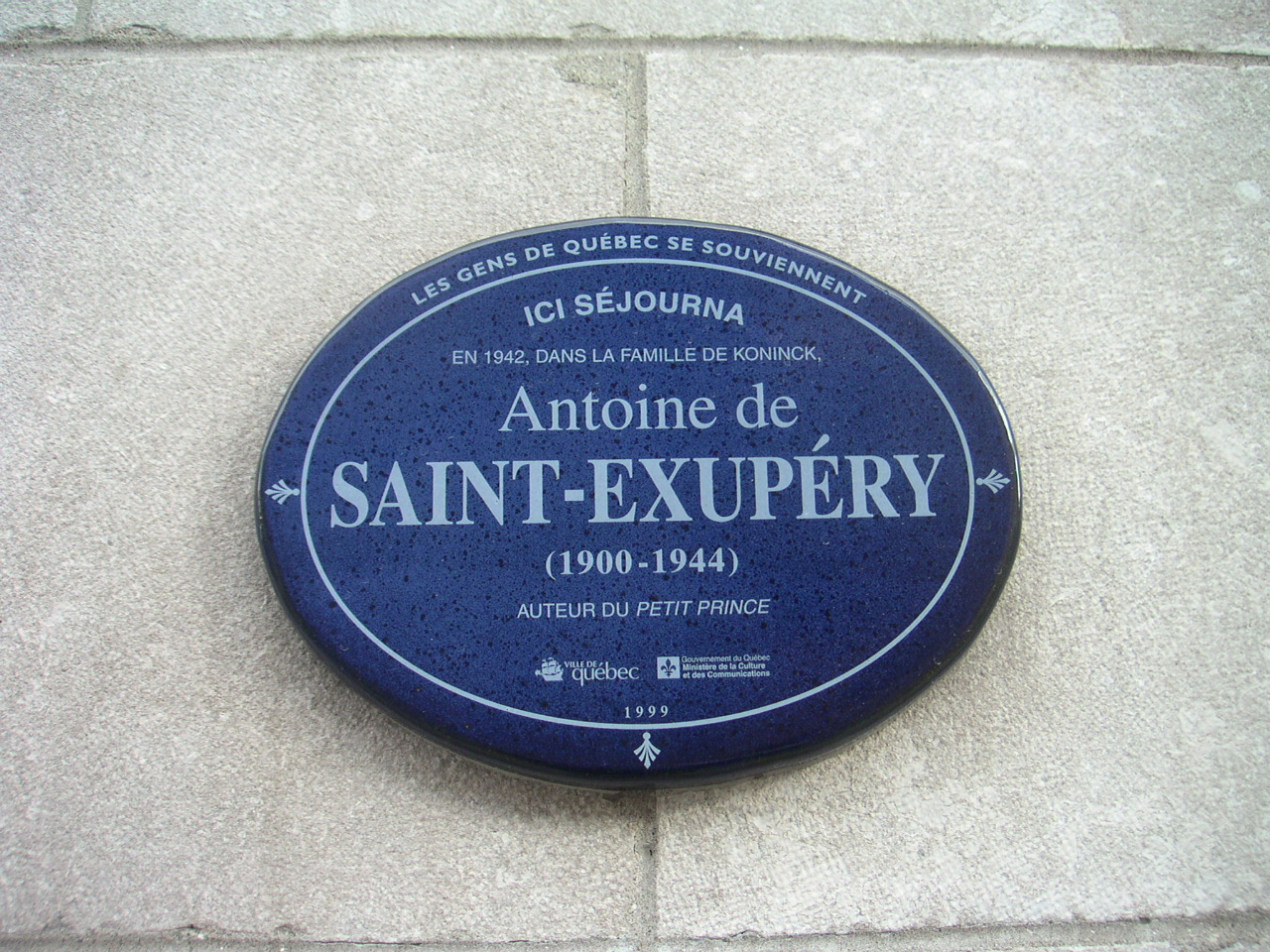
Пам'ятний напис на будинку в Квебеці, де проживав Екзюпері
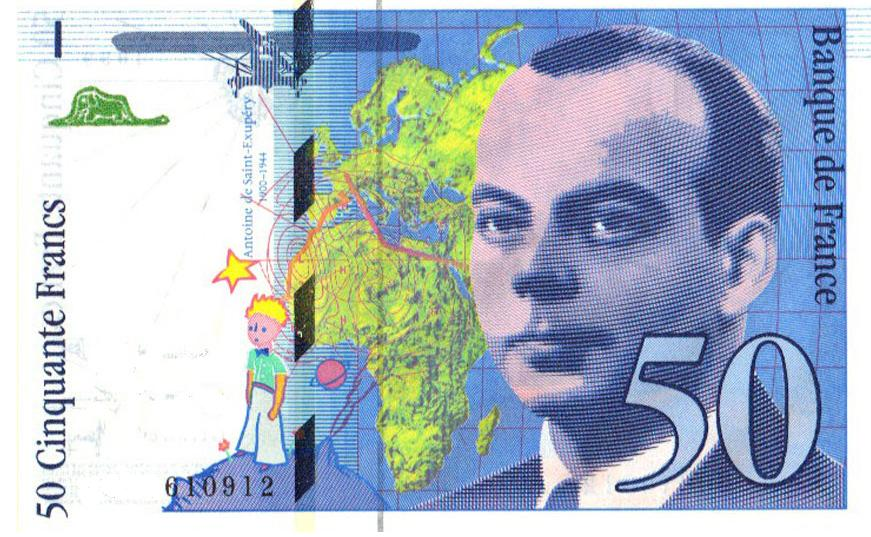
Купюра в 50 франків
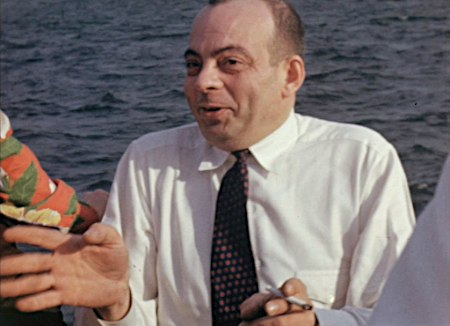
Антуан де Сент-Екзюпері в Монреалі, Канада, травень 1942 р.